# Życica roczna
Życica roczna (Lolium temulentum L.) – gatunek rośliny z rodziny wiechlinowatych. Jako gatunek rodzimy występuje w Europie, Azji i Afryce Północnej. Poza tym szeroko rozprzestrzeniony jako gatunek zawleczony. W Polsce rośnie na obszarze całego kraju.

## Morfologia

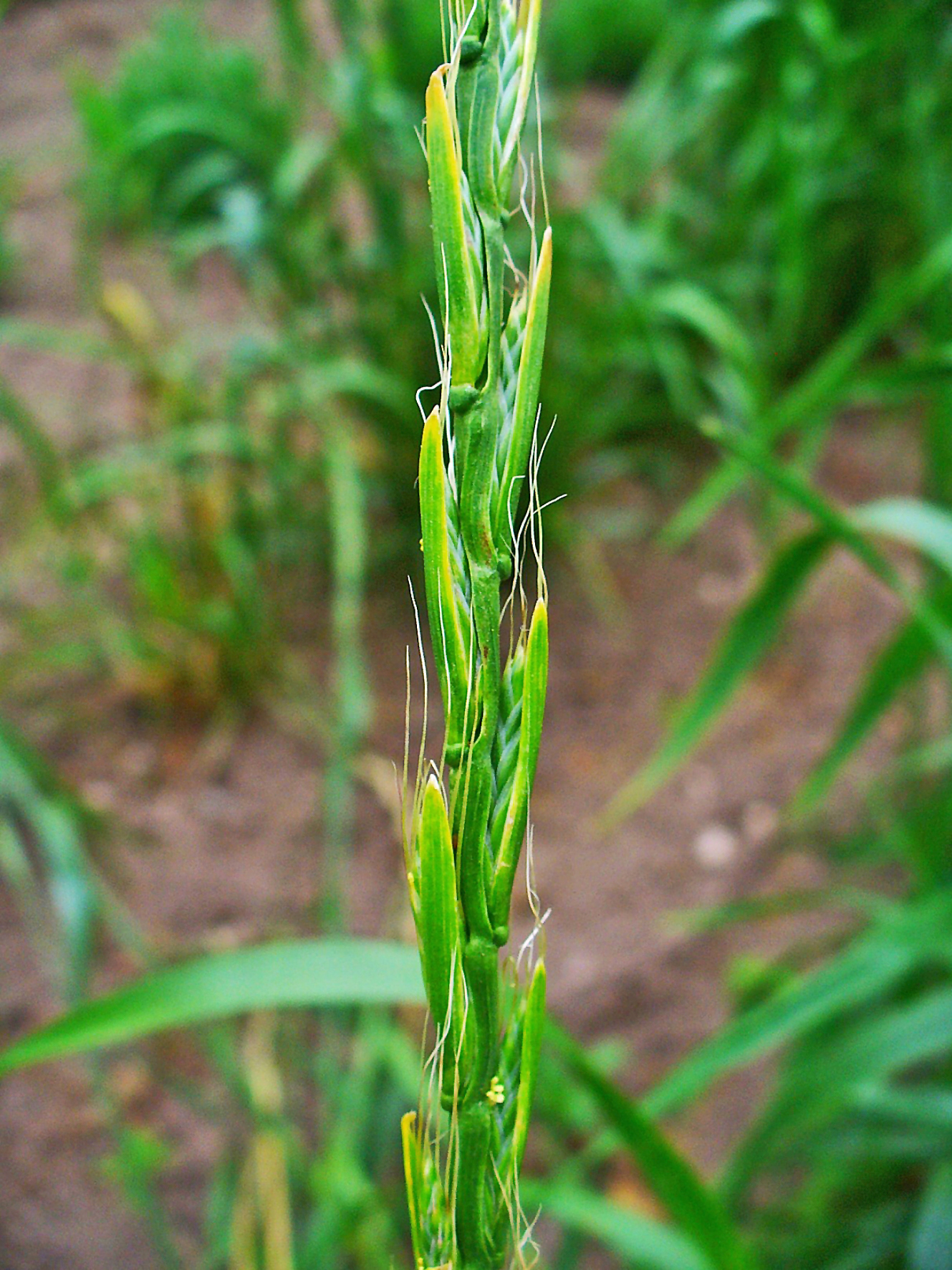
Kwiatostan

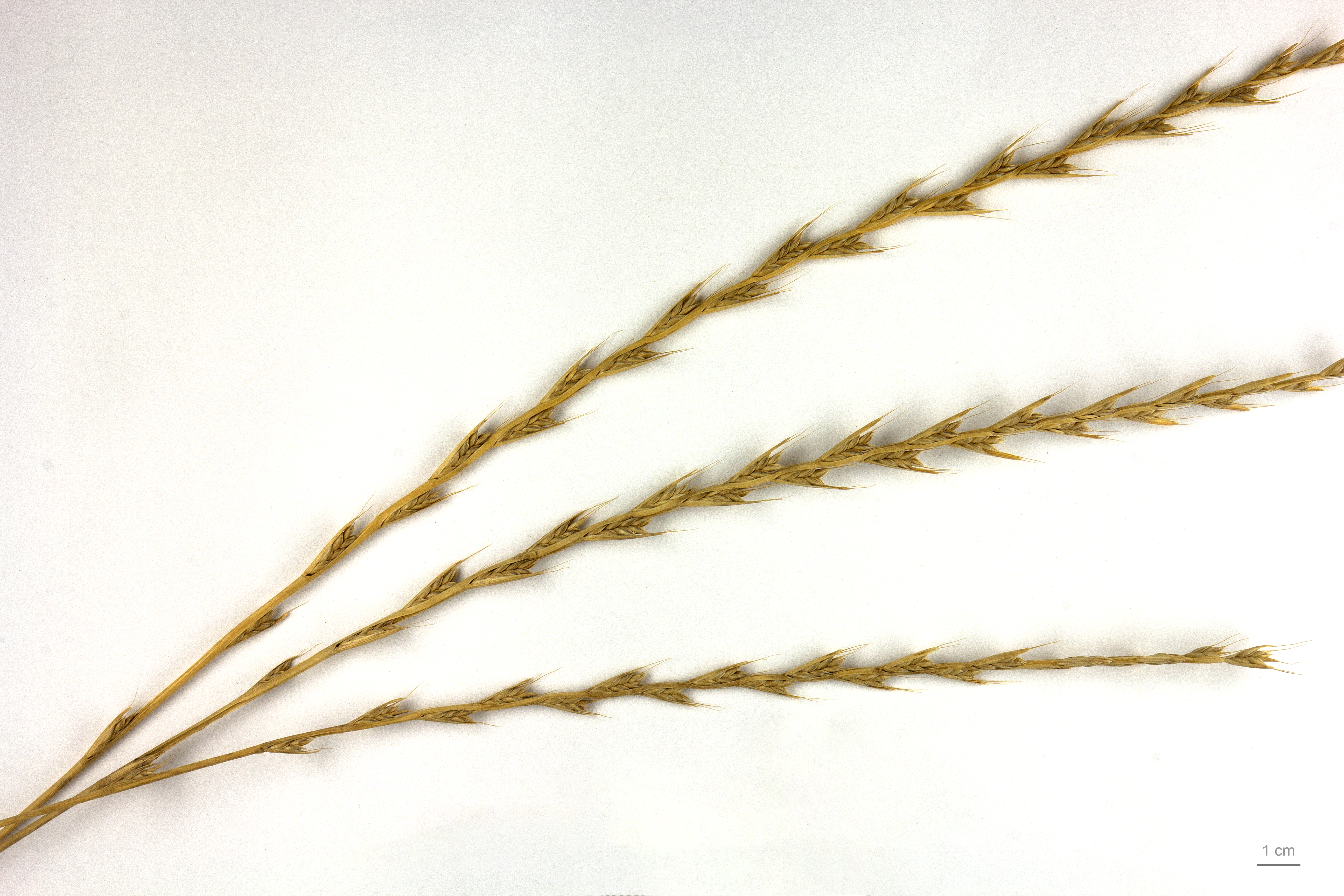
Kwiatostany w czasie owocowania

ŁodygaSinawozielone źdźbło szorstkie w górnej części.
LiściePochwy liściowe szorstkie.
KwiatyZebrane w 6-8-kwiatowe, podłużnie eliptyczne, oddalone od siebie kłoski, te z kolei zebrane w kłos do 20 cm długości, zwrócone do jego osi grzbietami. Plewa długości kłoska, do 3 cm długości. Plewka dolna oścista.

## Biologia i ekologia
Roślina dwuletnia. Chwast upraw zbożowych. Rośnie także na przydrożach. Kwitnie w czerwcu i lipcu. Dobrze rozwija się na glebach gliniastych, wilgotnych lub podmokłych. Jej nasiona kiełkują tylko w silnie wilgotnej glebie, gdy gleba jest sucha mogą w niej trwać w stanie spoczynku przez wiele lat nie tracąc zdolności kiełkowania. Gatunek charakterystyczny rzędu Centauretalia cyani.

## Zagrożenia
Roślina umieszczona na Czerwonej liście roślin i grzybów Polski (2006, 2016) w grupie gatunków narażonych na wyginięcie (kategoria zagrożenia VU).

## Udział w kulturze
Większość badaczy roślin biblijnych jest zgodna, że życica roczna to gatunek opisany w przypowieści o chwaście w Ewangelii Mateusza (13,24–25). Świadczy o tym wiele faktów. Nasiona tej rośliny znaleziono wśród nasion pszenicy w wykopaliskach archeologicznych w Nimrud,  pochodzących z okresu ok. 7 tysięcy lat p.n.e. Aż 86% nasion życicy zarażonych było grzybem Stromatinia temulenta, który powoduje bóle głowy, ślepotę, a dawka 0,04 g zawartej w nim temuliny jest dla człowieka śmiertelna. Nasiona pszenicy są bardzo podobne do nasion życicy i oddzielenie ich przed siewem było w czasach biblijnych praktycznie niemożliwe. Jest też możliwe, że życica pojawiła się w pszenicy nawet wtedy, gdy nie było jej wśród wysiewanych nasion. Gdy lata były suche, co w Palestynie jest normą, trwały w ziemi w stanie spoczynku, wykiełkowały zaś, gdy nastąpił dłuższy okres wilgotnej pogody. To tłumaczyłoby słowa przypowieści: "Panie, czy nie posiałeś dobrego nasienia na swej roli? Skąd więc wziął się na niej chwast?".